# Бойл, Дэн
Не путать с британским кинорежиссёром Дэнни Бойлом, лауреатом премии «Оскар» за фильм «Миллионер из трущоб»
Дэ́ниел Бойл (англ. Daniel Boyle; 12 июля 1976, Оттава, Канада) — бывший профессиональных канадский хоккеист, защитник, олимпийский чемпион 2010 года в составе национальной сборной и обладатель Кубка Стэнли 2004 года в составе клуба «Тампа-Бэй Лайтнинг». Входит в топ-40 самых результативных защитников в истории как регулярных чемпионатов НХЛ, так и матчей плей-офф.

## Клубная карьера
В начале карьеры Бойл 4 сезона выступал за «Майами Редхокс» из Центральной студенческой хоккейной ассоциации. В сезонах 1996/97 и 1997/98 он набирал в среднем более одного очка за игру. Так и не будучи задрафтованным, 30 марта 1998 года в качестве свободного агента подписал соглашение с «Флоридой Пантерз». В первые два сезона Бойл играл за «пантер» нерегулярно, проведя в сумме лишь 35 матчей. Основным защитником он стал в сезоне 2000/01, когда сыграл в регулярном чемпионате 69 игр.
7 января 2002 года был обменян в клуб «Тампа-Бэй Лайтнинг» на выбор в пятом раунде драфта 2003 года.
В сезоне 2003/04 Бойл был одним из лидеров «Тампы», приведших её к первой в истории победе в Кубке Стэнли. В регулярном чемпионате Бойл набрал 39 очков в 78 матчах (лидер среди защитников клуба), показав лучшие в карьере +23 по системе «+/-» (третий показатель в команде). В 23 матчах плей-офф защитник набрал 10 очков (2+8), став единственным защитником «Тампы», забросившим хотя бы одну шайбу в плей-офф 2004 года.
Во время локаута в НХЛ в сезоне 2004/05 выступал за шведский клуб «Юргорден», в 44 матчах набрав 23 очка.
По итогам сезонов 2006/07 и 2008/09 Бойла включали во вторую пятёрку Всех звёзд НХЛ.
Свой личный рекорд результативности в НХЛ Дэн установил в сезоне 2006/07, когда забросил 20 шайб и сделал 43 передачи. В том сезоне в регулярном чемпионате он занял 4-е место среди всех защитников НХЛ по набранным очкам и второе место по заброшенным шайбам (Шелдон Сурей из «Монреаль Канадиенс» забросил 26 шайб).
4 июля 2008 года был обменян вместе со своим ровесником Брэдом Луковичем в «Сан-Хосе Шаркс» на Мэттью Карла, Тая Уишарта, выбор в первом раунде драфта 2009 года и выбор в 4-м раунде драфта 2010 года.
В сезоне 2009/10 Бойл набрал 58 очков (15+43) в 76 матчах, став 4-м по результативности защитником в лиге. Также Дэн очень результативно провёл плей-офф сезонов 2009/10 (14 очков в 15 матчах) и 2010/11 (16 очков в 18 матчах). В сезоне 2010/11 он стал самым результативным защитником плей-офф, никто из других защитников не набрал более 12 очков.
После сезона 2013/14 «Шаркс» обменяли право договариваться с Бойлом в «Нью-Йорк Айлендерс» на выбор в пятом раунде драфта 2015 года. Если бы стороны договорились о новом контракте, то «Сан-Хосе» досталось бы право выбора в четвёртом раунде вместо пятого. 1 июля Бойл подписал двухлетний контракт с «Нью-Йорк Рейнджерс.
5 октября 2016 года объявил о завершении карьеры игрока.

## Карьера в сборной Канады
В 2005 году, во время локаута, в составе сборной Канады выиграл серебро чемпионата мира в Австрии (на турнире Бойл сыграл 9 матчей и сделал 3 результативные передачи). В 2006 году Бойл был одним из резервных хоккеистов сборной Канады на Олимпийских играх в Турине, имея шанс выйти на лёд в случае травмы кого-то из основных защитников, но помощь Бойла канадцам тогда не понадобилась.
В декабре 2009 года менеджер сборной Канады Стив Айзерман заявил, что Бойл вошёл в состав олимпийской сборной на Играх 2010 года в Ванкувере. На Олимпийских играх Бойл был одним из основных атакующих защитников канадцев, в 7 матчах турнира забросив 1 шайбу (в четвертьфинале в ворота сборной России) и сделав 5 передач (две из них — в том же матче с Россией).

## Прочее
Дэн не является родственником хоккеиста Брайана Бойла, известного по выступлениям за «Лос-Анджелес Кингз»,«Нью-Йорк Рейнджерс» и «Тампу-Бэй Лайтнинг».

## Статистика
| Легенда | Легенда                    | Легенда | Легенда                   | Легенда | Легенда    |
| ------- | -------------------------- | ------- | ------------------------- | ------- | ---------- |
| И       | Количество проведённых игр | Штр     | Штрафное время            | +/−     | Плюс-минус |
| Г       | Голы                       | П       | Голевые передачи          | О       | Очки       |
| -       | Статистика неизвестна      | —       | Статистика не учитывалась |         |            |